# Dryopteris dissecta
Dryopteris dissecta là một loài dương xỉ trong họ Dryopteridaceae. Loài này được Forst. Kuntze mô tả khoa học đầu tiên..
Danh pháp khoa học của loài này chưa được làm sáng tỏ. 